# Naja subfulva
Naja subfulva é uma espécie de cobra do gênero Naja, encontrada na África Central e Oriental.
Por muito tempo, essa espécie foi considerada idêntica à Naja melanoleuca ou como uma subespécie desta, mas diferenças morfológicas e genéticas levaram ao seu reconhecimento como uma espécie distinta. Ela se diferencia de N. melanoleuca e de outras espécies relacionadas por ter o corpo dianteiro geralmente marrom, frequentemente com manchas escuras, além de uma face ventral clara e faixas ventrais atenuadas.

## Descrição
Adultos da maioria das populações apresentam a parte do corpo dianteiro marrom, escurecendo gradualmente até preto em direção à cauda, muitas vezes com manchas ou mosqueados nas áreas mais claras. Adultos da região do Lago Vitória e de partes da Bacia do Congo são completamente pretos no dorso. As laterais e a parte inferior da cabeça são claras, geralmente de cor creme, e as escamas labiais têm bordas escuras, embora essas possam ser pouco distintas em algumas populações. A face ventral pode escurecer na parte posterior ou permanecer clara por completo. Possui 17 fileiras de escamas dorsais na região média do corpo ao longo da costa da África Oriental, e 19 em outras regiões. Escamas ventrais variam de 197 a 228, e subcaudais de 57 a 70. O comprimento máximo registrado é de 2,69 m.

## Distribuição
África Oriental e Central, em florestas, matagais e ambientes predominantemente arborizados em savanas: registrada na África do Sul, Moçambique, Zimbábue, Zâmbia, Malawi, Angola, Tanzânia, Quênia, Uganda, Ruanda, Burundi, Etiópia, Somália, Sudão do Sul, República Democrática do Congo, República do Congo, República Centro-Africana, Camarões, Chade e provavelmente Nigéria.